# Acciaio (pel·lícula de 1933)
Acciaio és una pel·lícula de 1933 dirigida pel director alemany Walter Ruttmann i realitzada per "Società Italiana Cines", recentment equipada per produccions sonores, com un intent d'obrir-se a les aportacions culturals internacionals. Aquesta és l'única pel·lícula per a la qual Luigi Pirandello ha signat un guió original (encara que s'ha revisat profundament en procés), així com l'única pel·lícula de ficció del documentalista Ruttmann.
Filmat en gran part a l'Acciaierie di Terni, es va caracteritzar per nombrosos contrastos entre l'autor, el director, el compositor i la producció. També es va produir una versió alemanya. A la seva estrena va esdevenir objecte d'una clara bretxa entre les opinions de la crítica, que quasi unànimement la consideraven poc menys que una obra mestra, i l'acollida del públic, que va decretar un fort fracàs comercial.

## Argument
Mario, bersagliere ciclista, és llicenciat i torna a la seva feina com a treballador a la siderurgia de Terni, confiant en trobar i casar-se amb la Gina, que era la seva promesa. Però la noia, mentrestant, està lligada a Pietro, també treballador i els dos confessen obertament la seva relació al Mario. Per això, Mario i Pietro, una vegada grans amics, es barallen, però el treball els obliga a mantenir-se a prop. Un dia, un malentès entre tots dos durant el treball provoca un greu accident en el qual Pietro és colpejat per un lingot incandescent.
Encara que Pietro, que s'està morint, té temps de dir que Mario no és responsable de l'accident, a causa del conegut conflicte que els va dividir, és considerat per la comunitat com el responsable de la mort atroç del seu company. Aïllat i menyspreat per tothom, en Mario pensa a aprofitar la seva experiència militar i recórrer al ciclisme professional, deixant la feina de foneria. Quan sembla que aquesta perspectiva està ara a l'abast, en Mario, encara enamorat de la Gina, amb qui espera poder retrobar-se, decideix tornar a la fàbrica per treballar com a treballador, on estarà al costat del pare de Pietro, que ha sempre va creure la seva innocència.

## Repartiment
- Piero Pastore: Mario Velini
- Vittorio Bellaccini: Pietro Ricci
- Isa Pola: Gina
- Alfredo Polveroni: Giuseppe Ricci, pare de Pietro
- Romolo Costa
- Romano Calò:
- Giulio Massarotti:
- Olga Capri:
- Arcangelo Aversa:
- Enzo Pagliericci:
- Domenico Serra

## Recepció
Acciaio es va caracteritzar per un fort contrast entre els elogis de la crítica i el fracàs decretat pel públic. "Cines" en va tenir una idea fins i tot abans de començar a circular que la pel·lícula anava a tenir un mal resultat econòmic, ja que el febrer-març de 1933, durant una sèrie de presentacions fetes als directius comercials de S.A.S.P., va recollir una unànime sèrie d'opinions negatives, des de "cap escena, cap situació, cap acció revela la brillant actitud de Ruttmann" fins a "pel·lícula no comercialitzable ni a Itàlia ni a l'estranger", fins a "treballs de molt poc valor». Fins i tot un intent de Toeplitz d'obtenir un placet de la influent Margherita Sarfatti no va tenir èxit, tant que l'escriptora, mesos més tard, va titllar la pel·lícula de "convencional, avorrida, pedant, insuportable".».
Poc abans de l'estrena de la pel·lícula, Cecchi n'havia editat una presentació amb un llarg article en el qual presumeix de les seves característiques populars i cinematogràfiques que «per la puresa dels mitjans d'expressió es troba entre els més exemplars mai produïts».
La pel·lícula també va ser vista per Pirandello, després el 29 de març es va fer una "estrena" reservada a un públic de polítics, escriptors i periodistes i el 30 de març de 1933 (període considerat poc favorable per a la distribució) es va fer l'"estrena nacional" a Trieste i a Bolonya.